# Булакбаши (село, Турция)
Булакбаши (тур. Bulakbaşı; курд. Kanî Kewang) — село в турецком иле Ыгдыр.

## География
Деревня Булакбаши расположена в 21 км верстах к востоку от города Ыгдыр.

## Население
Население — 279 жителей (1886). Население — 1.501 жителей (2019).